# Pteraster bathami
Pteraster bathami is een zeester uit de familie Pterasteridae.
De wetenschappelijke naam van de soort werd in 1958 gepubliceerd door Howard Barraclough Fell.